# Sahra Damus
Sahra Damus (* 1982 in Brandenburg an der Havel) ist eine deutsche Politikerin (Bündnis 90/Die Grünen). Sie war von 2019 bis 2024 Mitglied des brandenburgischen Landtags.
In Frankfurt (Oder) studierte Damus von 2002 bis 2008 Sozial-, Kultur- und Sprachwissenschaften an der Europa-Universität Viadrina. Seit 2009 war sie dort als wissenschaftliche Mitarbeiterin in einem sprachwissenschaftlichen Forschungsprojekt tätig und wurde 2010 zur nebenberuflichen Gleichstellungsbeauftragten gewählt. Von 2014 bis 2019 war sie an der Universität hauptberuflich als Gleichstellungsbeauftragte tätig.
Damus trat 2013 in Bündnis 90/Die Grünen ein. 2014 wurde sie in die Stadtverordnetenversammlung von Frankfurt (Oder) gewählt, in der sie 2018 den Vorsitz der Fraktion Bündnis 90/Grüne-BI Stadtentwicklung/Piraten übernahm. Sie stellte sich 2019 und 2024 als Stadtverordnete erfolgreich der Wiederwahl.
Über den dritten Listenplatz der Grünen zog Damus bei der Landtagswahl in Brandenburg 2019 als Abgeordnete in den Landtag Brandenburg ein. Dort fungierte sie als Sprecherin für Gleichstellung, Frauen, Queer, Wissenschaft, Kultur und Verbraucher*innenschutz ihrer Fraktion. Von Oktober 2019 bis Dezember 2020 war sie parlamentarische Geschäftsführerin und Mitglied des Präsidium des Landtags. Zur Landtagswahl 2024 kandidierte Damus nicht erneut für den Landtag.